# Цагааннуур (Селенге)
Цагааннуур (монг.: Цагааннуур) – сомон Селенгійського аймаку, Монголія. Територія 3,9 тис. км кв., населення 2,4 тис. чол.. Центр – селище Хуурч розташований на відстані 87 км. від Сухе-Батора та 399 км від Улан-Батора.

## Рельєф
Хребти Бутеел і його відгалуження Ухвал (1446 м), Асгат (1374 м), більшу частину території займає долина річки Селенга, є озера Великий та Малий Цагаан.

## Корисні копалини
Будівельна та хімічна сировина, вугілля.

## Клімат
Різкоконтинентальний клімат, середня температура січня -22 градуси, липня +16-19 градусів, у середньому протягом року випадає 300-400 мм опадів.

## Тваринний світ
Водяться ведмеді лосі, олені, лисиці, вовки, манули, козулі, аргалі, дикі кози, зайці, тарбагани.

## Соціальна сфера
Сфера обслуговування, школи, лікарні, підприємства. 